# Filkeháza
Filkeháza este un sat în districtul Sátoraljaújhely, județul Borsod-Abaúj-Zemplén, Ungaria, având o populație de 122 de locuitori (2011). 

## Demografie
Componența etnică a satului Filkeháza
     Maghiari (66,67%)
     Ruteni (33,33%)
Componența confesională a satului Filkeháza
     Greco-catolici (56,56%)
     Romano-catolici (20,49%)
     Reformați (3,28%)
     Necunoscută (19,67%)
Conform recensământului din 2011, satul Filkeháza avea 122 de locuitori. Din punct de vedere etnic, majoritatea locuitorilor (66,67%) erau maghiari, cu o minoritate de ruteni (33,33%).  Din punct de vedere confesional, majoritatea locuitorilor (56,56%) erau greco-catolici, existând și minorități de romano-catolici (20,49%) și reformați (3,28%). Pentru 19,67% din locuitori nu este cunoscută apartenența confesională.